# Taciana Fisac
Taciana Fisac o Taciana Fisac Badell (Madrid, 1960) es una lingüista e historiadora española especialista en Asia y China.

## Trayectoria
Fisac estudió lingüística en la Universidad Autónoma de Madrid y se doctoró en 1992 con la tesis Mujer, literatura y sociedad en la China contemporánea Tesis doctoral dirigida por Francisco Marcos Marín. Estudió chino desde los 5 años con profesores contratados por su padre, Miguel Fisac, un admirador de la cultura china desde que realizó un viaje en 1953 a China y Japón.
Fisac es docente e investigadora, catedrática de Estudios de Asia Oriental y directora del Centro de Estudios de Asia Oriental en la Universidad Autónoma de Madrid. También es catedrática honorífica de la Universidad de Estudios Extranjeros de Pekín. Ha ejercido la docencia en universidades internacionales como la Universidad de Oxford, Universidad de Leiden, Universidad Stanford, Universidad Estatal de Carolina del Norte o la Universidad de Pekín.
Fisac publica artículos y numerosos libros en base a su trabajo de investigación, como el realizado en torno al escritor Yan Lianke, Qian Zhongshu, y otros autores de China. También es autora de la traducción de libros chinos como Los Cuatro Libros, de Yan Lianke, sobre la historia de China en el siglo XX, y de La fortaleza asediada, de Qian Zhongshu entre otros.
Fisac impulsa el conocimiento de China desde la cátedra de Estudios de Asia, consciente de las lagunas que existen en España, como expone en las numerosas entrevistas que realiza como experta española sobre China: “Curiosamente, España llegó muy pronto a Asia, con los primeros misioneros, pero tras la caída del Imperio nos fuimos y nunca regresamos. Hasta 2003 no había una sola titulación oficial sobre China en España, mientras que en Italia llevaba 225 años y también la había en Londres, en Francia…”. En continuidad con la fascinación que le transmitió Miguel Fisac por la cultura China, Taciana participa en encuentros, debates y foros para comunicar sus conocimientos sobre China. Es miembro del claustro de honor de Cátedra China.
Escribe artículos de divulgación en medios como el periódico El País, artículos de investigación y libros sobre cultura y sociedad China.

## Biografía
Fisac es hija de la perita agrónoma, escritora e ilustradora Ana María Badell Lapetra (sobrina del doctor Gregorio Marañón) y el arquitecto Miguel Fisac.
Fisac estudió chino desde los 5 años y una formación temprana sobre China por la admiración que profesó su padre, Miguel Fisac, por China desde que viajó en 1953 a Asia.

## Obras seleccionadas

###### Tesis
- 1992 Mujer, literatura y sociedad en la China contemporánea[2] Tesis doctoral leída en la Universidad Autónoma de Madrid y dirigida por Francisco Marcos Marín.

###### Artículos
- 2009 Literatura, control político y reescritura de textos en la China del periodo maoísta, Revista de Occidente, Ed. Fundación Ortega y Gasset. ISSN 0034-8635[7]

###### Traducciones
- 2009 La fortaleza asediada, de Qian Zhongshu. Editorial Anagrama. ISBN: 978-84-339-7583-6[8]

###### Colectivas
- 1995 Mujeres en China. En colaboración con Inma González Puy, Flora Botton Beja, Tan Shen, Pilar González España y Ming-Bao Yue. Editores: Agencia Española de Cooperación Internacional para el desarrollo (AECID). ISBN: 84-7232-733-7[9]
- 2000 China en transición. Sociedad, cultura, política y economía. En colaboración con Steve Tsang. Editores: Bellaterra. ISBN: 8472901378[10]

## Reconocimientos
- 2016 Orden del Sol Naciente, Rayos Dorados con Escarapela, entregada por el embajador de Japón, Masashi Mizukami.[11]
- 2022 Miembro del claustro de honor de Cátedra China junto a Eugenio Bregolat, María Rosa Calaf, José Luis Rodríguez Zapatero, y Federico Mayor Zaragoza, entre otras personas.[4]